# Svend Castella
Svend Castella (Kopenhagen, 15 maart 1890 – aldaar, 28 november 1938) was een Deens voetballer die bij voorkeur speelde als verdediger.

## Carrière
Castella speelde zijn hele voetbalcarrière bij Kjøbenhavns Boldklub en werd in 1913, 1914 en 1917 Deens landskampioen.
Hij maakte zijn debuut in het Deense nationale voetbaleftal op 21 oktober 1911 tegen Engeland, in een wedstrijd in Park Royal in Londen. In die wedstrijd raakte doelman Sophus Hansen geblesseerd, en aangezien er geen reservedoelman was nam Castella de taak van Hansen over. Castella werd daarmee de enige veldspeler die het doel voor Denemarken heeft bewaakt. Hij kwam in totaal dertien keer voor zijn land uit en scoorde eenmaal. Hij was onderdeel van de selectie die uitkwam op de Olympische Zomerspelen 1912 maar kwam daar niet in actie wegens blessures. Castella speelde zijn laatste interland in 1916. 
In 1919 raakte Castella zodanig geblesseerd dat hij zijn voetbalcarrière vroegtijdig moest stopzetten. Hij maakte echter een comeback in 1924, waar hij zeven wedstrijden won in de rol van doelman. Nadat hij dat jaar stopte als voetballer bleef hij een aantal jaren actief als manager en scheidsrechter in het Deense voetbal. 
Naast voetbal was Castella een bekwame amateurbokser en was hij op enig moment Deens zwaargewichtkampioen. Hij overleed op 48-jarige leeftijd aan nicotinevergiftiging na een bokswedstrijd in Kopenhagen.